# The Cleanse
The Cleanse é um filme de comédia negra e fantasia estadunidense de 2016 escrito e dirigido por Bobby Miller. É estrelado por Johnny Galecki, Anna Friel, Oliver Platt, Anjelica Huston, Kyle Gallner, Kevin J. O'Connor e Diana Bang. Foi lançado em 4 de maio de 2018, pela Vertical Entertainment.

## Sinopse
Deprimido e decepcionado com a vida depois de perder o emprego e a noiva, Paul Berger participa de um seminário de seleção para "Let's Get Pure", um programa secreto de autoajuda criado por Ken Roberts.

## Elenco
- Johnny Galecki como Paul Berger
- Anna Friel como Maggie Jameson
- Kyle Gallner como Eric
- Anjelica Huston como Lily
- Diana Bang como Laurie
- Kevin J. O'Connor como Fredericks
- Oliver Platt como Ken Roberts
- David Lewis como Terry
- Loretta Walsh como Jill

## Lançamento
O filme estreou na South by Southwest em 13 de março de 2016. Foi lançado em 4 de maio de 2018 pela Vertical Entertainment.

## Recepção
No Rotten Tomatoes, o filme tem 81% de aprovação com base em 21 críticas, com uma nota média de 5.9 de 10. O consenso crítico diz: "The Cleanse usa sua premissa não convencional como estrutura para uma saída de terror apropriadamente misteriosa e solidamente bem-encenada com algum peso emocional surpreendente". No Metacritic, o filme tem uma pontuação de 58 de 100 com base em 5 avaliações, indicando "críticas mistas ou médias".